# فلاي (أغنية جيسيكا)
فلاي هي أغنية من قبل المغنية الكورية-الأمريكية جيسيكا جونغ بالتعاون مع مغني الراب الأمريكي فابولوس، الأغنية هي من ألبومها الأول مع الحب، جي. صدرت الأغنية رقمياً من قبل كوراديل إنترتينمنت في 17 مايو 2016 مع وقت صدور الألبوم. كتبت الأغنية من قبل جيسيكا بينما أنتجها إيرك فيرانديز وكريم ماك. الأغنية هي من نوع بوب راقص، تصدرت في مخطط غاون للموسيقى ومخططات بيلبورد وباعت أكثر من 259,807 نسخة رقمية، وقامت جيسيكا بعمل جولة موسيقية بعنوان «جيسيكا فان ميتنغ آسيا تور 2016» وذهبت إلى سول وهونغ كونغ وطوكيو وتايلاند والعديد من الدول الآسيوية للترويج للأغنية وللألبوم..

## معلومات
بعد خروج جيسيكا جونغ من فرقة غيرلز جينيريشين في 31 سبتمبر 2014 بإصدار آخر ألبوم لها مع الفرقة بعنوان "ذا بيست"، قررت جيسيكا التركيز على ماركتها بلانك أند إكلير، ثم أنضمت إلى وكالة كوراديل إنترتينمنت في فبراير 2016 وبدأت بالعمل على ألبومها المنفرد إلى مارس 2016.
وفي 17 مايو 2016 أصدرت جيسيكا ألبومها المصغر المتكون من 6 أغاني شاركت جيسيكا في كتابة معظمها، الأغنية الرئيسية عنوانها فلاي وكانت بالتعاون مع مغني الراب الأمريكي فابولوس وتم تصوير فيديو كليب في كاليفورنيا، حصد فيديو كليب فلاي على مليونين مشاهدة على يوتيوب في أقل من 24 ساعة. أغنية فلاي من النوع البوب الموسيقي مع أنغام بيانو، الأغنية من ألحان جيسيكا جونغ و طإيرك فيرانديز وكريم ماك وتاتيانا ماتثيوز وفابولوس.

## الأداء التجاري والترويجات
بعد صدور الأغنية رقمياٌ من قبل كوراديل إنترتينمنت في 17 مايو، باعت الأغنية أكثر من 259,807 نسخة رقمية و9,089,404 أونلاين ستريمنغ في أول شهر من صدورها.

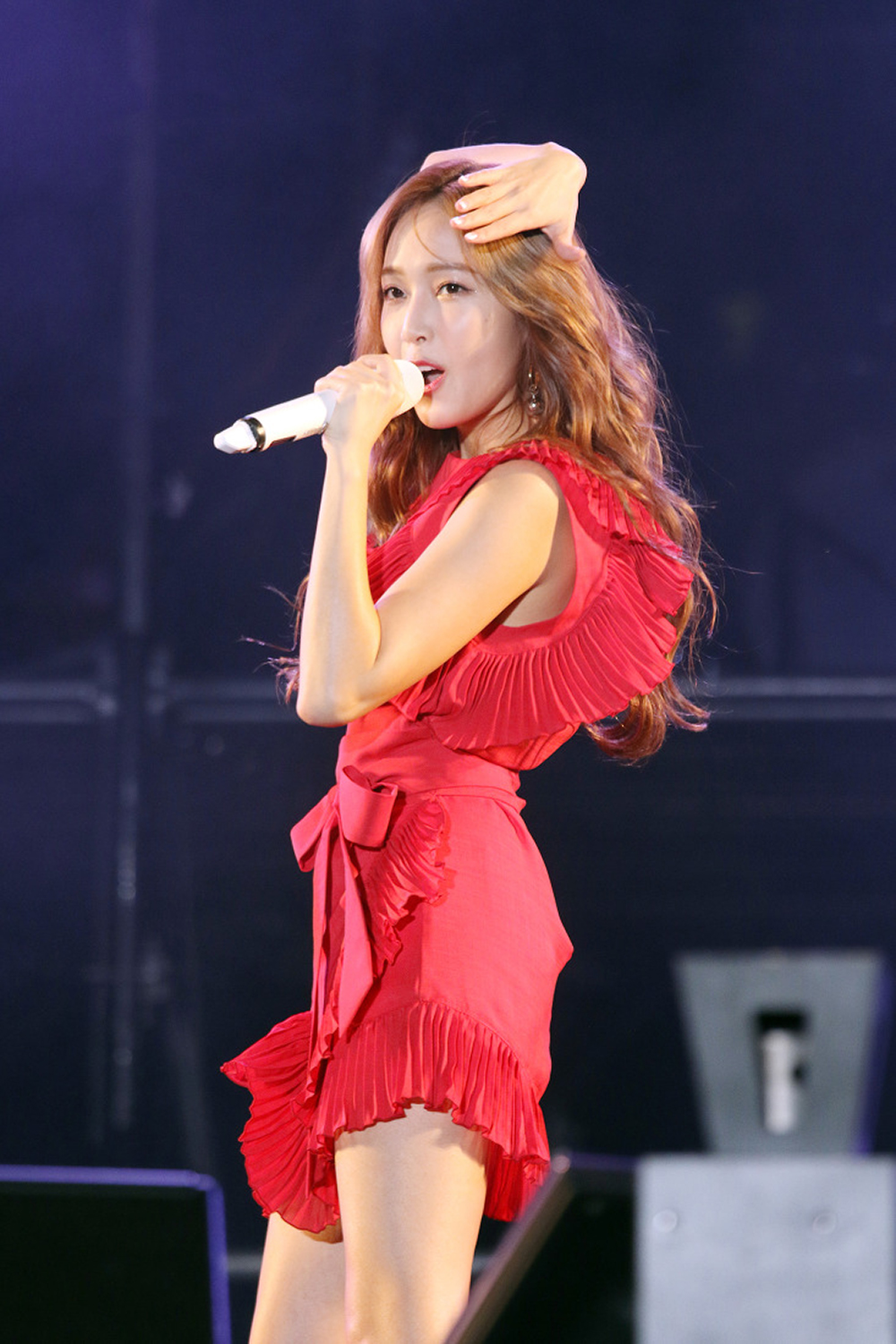
جيسيكا أثناء تأديها أغنية Fly في جامعة كوريا

على الرغم من تلّقي الفنانة جيسيكا العديد من المدح والثناء على ترسيمها المنفرد، إلا أن أغنية فلاي أعتبرت غير مناسبة للبث من قِبل قناة كي بي إس وتم منعها من الترويج في البرامج الموسيقية
في السابع عشر من مايو 2016، أعلن مسؤول من قناة كي بي إس أنه بعد تداول الأمر قرروا عدم إذاعة الأغنية بسبب ذكر ماركات معينة في كلمات الأغنية. وفقاً لما ذكره المسؤول فإن الأغنية قد استعملت ماركات معينة مثل ماركة كراون فكتوريا وسيارة مرسيدس-بنز.
بعدها صرّحت قناة كي بي إس أنهم يحضرون لإعادة النظر في الأمر مع وكالة جيسيكا لتجنب التأثير على أنشطتها عن طريق تغيير كلمات الأغنية.

## الفيديو كليب
تم تصوير الفيديو كليب في جبال الخلاص بكاليفورنيا الجنوبية، تظهر في بداية الفيديو جيسيكا جالسة على بانيو في الصحراء وتحمل بيدها إعلان للذهاب لمدينة ثلجية باردة وتقرر الذهاب لهذه المدينة وتبدأ بحزم أمتعتها وملابسها الشتوية ثم تبدأ بالرقص مع عدة فتيات، وتتخيل إنها تأكل مارشميلو المشوي على نار المخيم ثم تبدأ جيسيكا بوضع ثلج مزيف في الهواء وترمي الأيس كريم وتعبر عن الإحباط من هذه الأشياء المزيفة. لان لديها الخوف من ترك منزلها وسريرها المريح. وقالت انها ستتغلب على هذا وحزمت كل أمتعتها في حقيبة السفر وذهبت لتسير في تحقيق حلمها وهي ترقص على أنغام الموسيقى وشارك المغني الأمريكي فابولوس بغناء مقطع راب في نهاية الأغنية.
المعنى من الأغنية هو مطاردة أحلامك وعدم الاحتفاظ بها والشك بنفسك. وهو أمر مشجع وإيجابي للغاية، ولكن الفكرة الرئيسية من الأغنية هي حول الدعم والوثوق في نفسك للوصول إلى أحلامك.

## المخططات
| مخططات (2016)                         | المركز |
| ------------------------------------- | ------ |
| كوريا الجنوبية (مخطط غاون)            | 4      |
| أميركا مخطط ألاغاني الرقمية (بيلبورد) | 9      |

| مخططات (2016)              | المركز |
| -------------------------- | ------ |
| كوريا الجنوبية (مخطط غاون) | 38     |

| مخططات (2016)              | المركز |
| -------------------------- | ------ |
| كوريا الجنوبية (مخطط غاون) | 33     |

## المبيعات
| الدولة         | المبيعات |
| -------------- | -------- |
| كوريا الجنوبية | 259,807  |

## تاريخ الصدور
| البلدة         | التاريخ       | النسخة            | الصيغة     |
| -------------- | ------------- | ----------------- | ---------- |
| حول العالم     | 17 مايو، 2016 | النسخة الكورية    | تحميل رقمي |
| كوريا الجنوبية | 17 مايو، 2016 | النسخة الكورية    | تحميل رقمي |
| حول العالم     | 2016 مايو 27  | النسخة الإنجليزية | تحميل رقمي |

## وصلات خارجية
- "فلاي" فيديو كليب على يوتيوب